# Vagif Mustafayev
Vaguif Mustafayev (né le 8 août 1953) est un réalisateur, producteur et scénariste azeri. Depuis 2006, il est également le président de Space TV et de Radio Company.

## Biographie
En 1982, Vaguif Mustafayev est accepté dans des cours supérieurs de deux ans pour scénaristes et réalisateurs au cinéma d'État de l'URSS à Moscou (atelier de création d'Eldar Ryazanov). Ayant terminé les cours supérieurs pour scénaristes et réalisateurs, il travaill au studio Azerbaijanfilm en tant que réalisateur et producteur de longs métrages à partir de 1985. Entre 2001 et 2006, il devient vice-ministre de la Culture de la République d'Azerbaïdjan. L'Académie nationale des arts et des sciences cinématographiques de Russie lui décerné une médaille d'or pour sa contribution exceptionnelle au cinéma.
En 2007, Vagif Mustafayev préside le jury du 10e anniversaire du Forum de la télévision eurasienne organisé par l'Académie eurasienne de la télévision et de la radio, où il reçoit le prestigieux prix International Olympus. La même année, il reçoit également l'insigne d'honneur pour ses contributions à l'amitié du Centre Russie à l'étranger du ministère russe des Affaires étrangères.
Vagif Behbud oghlu Mustafayev reçoit l'Ordre du « Travail » de 2e niveau pour son activité efficace à long terme dans le développement de la culture azerbaïdjanaise.
AZERTAC rapporte de la signaturele d'une ordonnance à cet égard par le président Ilham Aliyev

## Filmographie

### Réalisateur et scénariste
- 2007 : Yoxlama
- 2004 : Natsionalnaya bomba
- 2003 : Chernaya metka
- 1997 : Har sey yaxsiliga dogru (court métrage)
- 1991 : Vne
- 1988 : Yaramaz

### Réalisateur
- 1985 : Bayin ogurlanmasi

### Scénariste
- 1993 : Faryad

### Acteur
- 1981 : Üzeyir ömrü (Vaqif Mustafayev)
- 1975 : Tütak sasi